# Штёсен
Штёсен (нем. Stößen) — город в Германии, в земле Саксония-Анхальт. 
Входит в состав района Бургенланд. Подчиняется управлению Ветауталь.  Население составляет 961 человек (на 31 декабря 2010 года). Занимает площадь 7,29 км². Официальный код  —  15 2 56 080.